# Khora
Khora, en hindi : खोरा, est une ville du district de Ghaziabad, dans l'État de l'Uttar Pradesh, en Inde. Selon le recensement de l'Inde de 2011, elle compte une population de 190 005 habitants.